# Chlumetia albiceps
Chlumetia albiceps is een vlinder uit de familie van de Euteliidae. De wetenschappelijke naam van de soort is voor het eerst geldig gepubliceerd in 1894 door Hampson.